# کانکتور فیبر نوری
کانکتور فیبر نوری (به انگلیسی: Optical fiber connector) یا اتصال‌دهنده فیبر نوری پایانش یک فیبر نوری را مشخص می‌کند و فرایند قطع و وصل کردن این فیبرها را سریع‌تر می‌کند.

## انواع

### کانکتور SC
یکی از رایج‌ترین کانکتورهای فیبر نوری است که در دو نوع تک و دوقلو وجود دارد. کارایی بسیار عالی این نوع کانکتور باعث شده است که برای اتصال فیبر نوری SMF از آن استقبال فراوانی شود هرچند که برای فیبرهای MMF نیز بکار می‌رود.

### کانکتور FC
که به نام PC نیز شناخته می‌شود. برای سال‌های زیادی یکی از پر رونق‌ترین کانکتورهای بوده ولی ظهور نوع SC و LC در حال خروج از عرصه بازار است. این نوع کانکتور دارای یک پوسته فلزی آزاد است که با پیچاندن آن در سوکت محکم خواهد شد ولی قبل از سفت کردن باید از هم محور بودن کانکتورها و سوکت اطمینان حاصل کرد وگرنه ممکن است بدان آسیب برسد.

### کانکتور ST
برای اتصال فیبرهای نوری چندمُد MMF پیشینه و رواج گسترده‌ای داشته است و از لحاظ شکل ظاهری و سازوکار محکم شدن در سوکت، بسیار شبیه به BNC است در این نوع کانکتور نیز باید قبل از محکم کردن از هم راستایی آن با محور سوکت مطمئن شد وگرنه تضعیف بالائی را بر روی لینک تجربه خواهید کرد.

### کانکتور LC
که در دو نوع تک و دوقلو طراحی و عرضه شده است از خانواده کانکتورهای کوچک و ظریفی است که اخیراً به بازار آمده است تا چگالی پورت‌ها در مسیریاب یا سوئیچ افزایش یابد. این خانواده از کانکتورها به نام SFF مشهورند این نوع کانکتورها تقریباً نصف کانکتورهای ST است و کارایی خوب آن برای اتصال فیبرهای تک‌مُد به اثبات رسیده است.

### کانکتور MT-RJ
نیز در خانواده کانکتورهای کوچک و ظریف طبقه‌بندی می‌شوند که صرفاً دوقلو و از جنس پلیمر است و برای اتصال یک جفت فیبر نوری MMF بکار می‌آید. برای اطمینان از هم راستایی فیبرها، زائده‌های سوزنی شکلی تعبیه شده است تا اتصال نا هم راستا اصلاً ممکن نباشد. کوچکی این نوع از کانکتورها و سادگی ایجاد و نصب، محبوبیت بی نظیری برای این عضو تازه‌وارد خانواده کانکتورها به ارمغان آورده است.

## مقایسه انواع کانکتور
انواع مختلفی از کانکتورها در زمان‌های مختلف برای اهداف متفاوتی ساخته شده‌اند که لیست آنها در جدول زیر آمده است:
| نام مخفف         | نام کامل                                                                    | قطر ته‌پوش                                                             | نوع استاندارد                        | نمونه‌های زمینه‌های اجرایی | تصویر |
| ---------------- | --------------------------------------------------------------------------- | --------------------------------------------------------------------- | ------------------------------------ | --- | ----- |
| Avio (Avim)      | Aviation Intermediate Maintenance                                           |                                                                       |                                      | هوافضا و اویونیک |       |
| ADT-UNI          |                                                                             | ۲٫۵ میلی‌متر                                                           |                                      | تجهیزات اندازه‌گیری |       |
| DMI              | Diamond Micro Interface                                                     | ۲٫۵ میلی‌متر                                                           |                                      | برد مدار چاپی |       |
| E-2000 (AKA LSH) |                                                                             | ۲٫۵ میلی‌متر                                                           | IEC 61754-15                         | مخابرات، سیستم‌های DWDM؛ |       |
| EC               |                                                                             |                                                                       | IEC 1754-8                           | Telecom & CATV networks |       |
| ELIO             |                                                                             | ۲٫۵ میلی‌متر                                                           | ABS1379                              | PC or UPC |       |
| ESCON            | Enterprise Systems Connection                                               | ۲٫۵ میلی‌متر                                                           |                                      | رایانه‌های اصلی و لوازم جانبی آی‌بی‌ام |       |
| F07              |                                                                             | ۲٫۵ میلی‌متر                                                           | Japanese Industrial Standard (JIS)   | LAN، سیستم‌های صوتی؛ برای فیبرهای ۲۰۰ میکرومتر، پایانش میدانی ساده امکان‌پذیر است، با اتصالات ST جفت می‌شود |       |
| F-3000           |                                                                             | ۱٫۲۵ میلی‌متر                                                          | IEC 61754-20                         | Fiber To The Home (LC Compatible) |       |
| FC               | Ferrule Connector or Fiber Channel                                          | ۲٫۵ میلی‌متر                                                           | IEC 61754-13                         | Datacom, telecom, measurement equipment, single-mode lasers |       |
| Fibergate        |                                                                             | ۱٫۲۵ میلی‌متر                                                          |                                      | Backplane connector |       |
| FJ               | Fiber-Jack or Opti-Jack                                                     | ۲٫۵ میلی‌متر                                                           |                                      | Building wiring, wall outlets |       |
| FSMA             |                                                                             | ۳٫۱۷۵ میلی‌متر                                                         | IEC 60874-2                          | Datacom, telecom, test and measurement |       |
| LC               | لوسنت Connector, Little Connector, or Local Connector                       | ۱٫۲۵ میلی‌متر                                                          | IEC 61754-20                         | High-density connections, SFP and SFP+ transceivers, XFP transceivers |       |
| Lucxis           |                                                                             | ۱٫۲۵ میلی‌متر                                                          | ARINC 801                            | PC or APC configurations (note 3) |       |
| LX-5             |                                                                             |                                                                       | IEC 61754-23                         | High-density connections; rarely used |       |
| MIC              | Media Interface Connector                                                   | ۲٫۵ میلی‌متر                                                           |                                      | اف‌دی‌دی‌آی (FDDI) |       |
| MPO / MTP        | Multiple-Fiber Push-On/Pull-off                                             | ۲٫۵×۶٫۴ میلی‌متر                                                       | IEC-61754-7; EIA/TIA-604-5 (FOCIS 5) | نواره چندفیبر MM یا SM. ته‌پوش مشابه MT، اما به راحتی اتصال‌پذیر مجدد است. برای کابل‌کشی داخلی و میان‌اتصالات دستگاه استفاده می‌شود. MTP یک نام تجاری برای یک اتصال‌دهنده بهبود یافته است که با MPO میان‌جفت (به انگلیسی: intermates) است. |       |
| MT               | Mechanical Transfer                                                         | ۲٫۵×۶٫۴ میلی‌متر                                                       |                                      | Pre-terminated cable assemblies; outdoor applications |       |
| MT-RJ            | Mechanical Transfer Registered Jack or Media Termination - recommended jack | ۲٫۴۵×۴٫۴ میلی‌متر                                                      | IEC 61754-18                         | Duplex multimode connections |       |
| MU               | Miniature unit                                                              | ۱٫۲۵ میلی‌متر                                                          | IEC 61754-6                          | متداول در ژاپن |       |
| SC               | Subscriber Connector or square connector or Standard Connector              | ۲٫۵ میلی‌متر                                                           | IEC 61754-4                          | Datacom and telecom; GPON ; EPON; GBIC |       |
| SC-DC            | SC - Dual Contact or SC-QC(Quattro Contact)                                 | ۲٫۵ میلی‌متر                                                           | IEC 61754-4                          | Datacom and telecom; GPON ; EPON; GBIC |       |
| SMA 905          | Sub Miniature A                                                             | Typ. 3.14 میلی‌متر                                                     |                                      | Industrial lasers, optical spectrometers, military; telecom multimode |       |
| SMA 906          | Sub Miniature A                                                             | Stepped; typ. ۰٫۱۱۸ اینچ (۳٫۰ میلیمتر), then ۰٫۰۸۹ اینچ (۲٫۳ میلیمتر) |                                      | Industrial lasers, military; telecom multimode |       |
| SMC              | Sub Miniature C                                                             | ۲٫۵ میلی‌متر                                                           |                                      | |       |
| ST / BFOC        | Straight Tip/Bayonet Fiber Optic Connector                                  | ۲٫۵ میلی‌متر                                                           | IEC 61754-2                          | مخابره‌داده |       |
| رابط تی‌اواس لینک | Toshiba Link                                                                |                                                                       | رایج‌ترین JIS F05 است                 | صوت دیجیتال |       |
| VF-45            | Volition Fiber                                                              |                                                                       |                                      | مخابره‌داده |       |
| 1053 HDTV        | Broadcast connector interface                                               | ته‌پوش سرامیکی با قطر ۱٫۲۵ میلی‌متر استاندارد صنعتی                     |                                      | صدا و داده (پخش) |       |
| V-PIN            | V-System                                                                    |                                                                       |                                      | شبکه‌های صنعتی و برقی؛ فیبرهای چندمُد ۲۰۰ میکرومتر، ۴۰۰ میکرومتر، ۱ میلی‌متر، ۲٫۲ میلی‌متر |       |